# Omeyyades
Les Omeyyades, ou Umayyades, (en arabe : الأمويون (al-ʾUmawiyyūn), ou بنو أمية (Banū ʾUmayyah)) sont une dynastie arabe qui gouverne le monde musulman de 661 à 750 puis Al-Andalus de 756 à 1031. Ils tiennent leur nom de leur ancêtre ʾUmayyah ibn ʿAbd Šams, grand-oncle du prophète Mahomet. Ils font partie des clans les plus puissants de la tribu de Qurayš, qui domine La Mecque.
Après s'être initialement opposés à Mahomet, à l'exception notable de ʿUtṯmān ibn ʿAffān, ils finissent par embrasser l'islam et restent proches du pouvoir. ʿUṯman devient le troisième calife bien guidé en 644, tandis que différents membres du clan sont nommés à des postes plus ou moins importants. À la suite de l'assassinat de ʿUṯmān et de la Grande discorde qui s'ensuit, Muʿāwiyah ibn ʾAbī Sufyān, de la branche soufyanide des Omeyyades et gouverneur de Syrie, s'oppose à ʿAlī ibn ʾAbī Ṭalib, quatrième calife bien guidé. Ce dernier est assassiné après quatre ans de règne et Muʿāwiyah s'empare du pouvoir et fonde le Califat omeyyade en 661, avec pour capitale Damas. Le centre du monde musulman bascule alors vers la Syrie.
En 683, le Califat passe aux mains de la branche marwanide des Omeyyades. Les Marwanides étendent les frontières du Califat de l'Indus jusqu'au-delà des Pyrénées, en Septimanie (Gaule), entrant en guerre à plusieurs reprises notamment avec l'Empire byzantin et l'Empire khazar, et faisant disparaître le Royaume wisigoth. Néanmoins, l'étendue du Califat le fragilise et un mouvement assez hétéroclite, dirigé par les Abbassides, finit par faire chuter et remplacer le Califat omeyyade en 750. La plupart des membres de la dynastie sont tués, mais l'un des survivants, ʿAbd ar-Raḥmān ibn Muʿāwiyah, réussit à fuir en Al-Andalus et fonde un nouvel État à Cordoue, cinq ans plus tard.
Les Omeyyades de Cordoue prospèrent pendant près de deux siècles et, en 929, l'émir ʿAbd ar-Raḥmān III se proclame calife, rejetant ainsi l'autorité spirituelle du Califat abbasside. Cet âge d'or est plutôt bref et une guerre civile finit par faire chuter la dynastie en 1031 et morceler Al-Andalus en une multitude de taïfas.
Les Omeyyades, en général, souffrent d'une mauvaise réputation dans l'historiographie musulmane. Leurs adversaires leur reprochent essentiellement d'avoir transformé le califat d'une institution religieuse en une institution dynastique et héréditaire, mais aussi d'avoir versé le sang de la famille de Mahomet.

## Histoire

### Origines

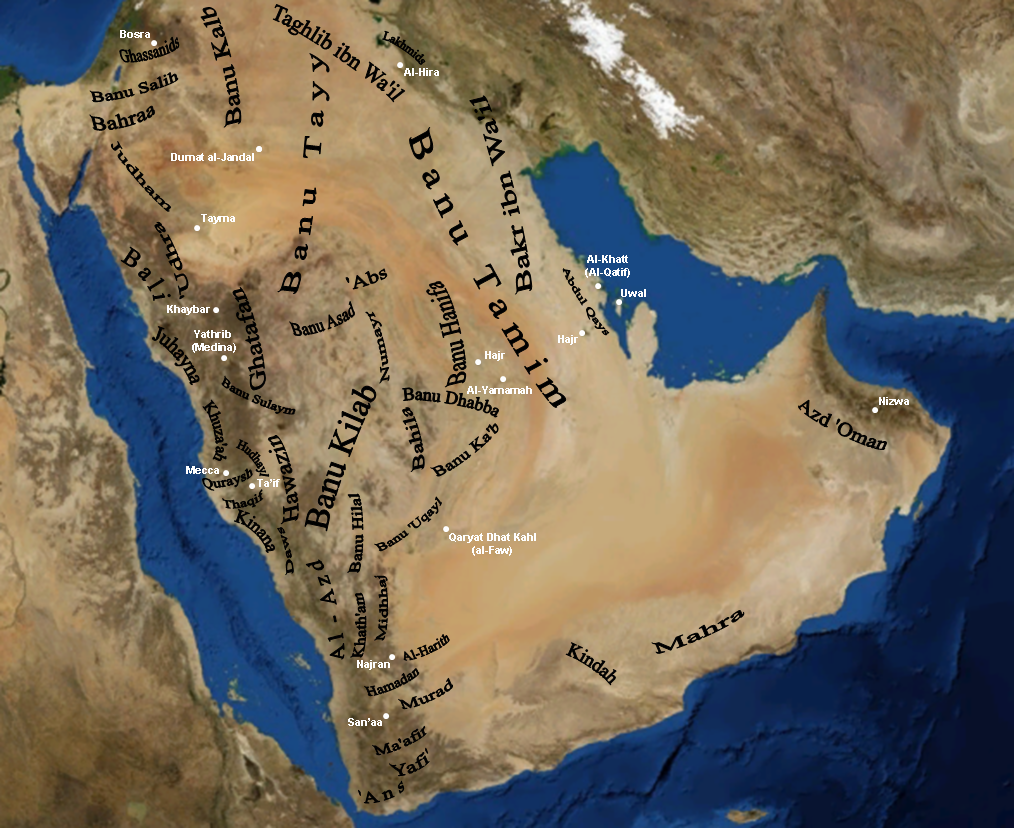
Regroupements des tribus en Arabie vers 400-600 : les Quraych ont pris le contrôle, à la fin de l'époque préislamique, du site sacré de la Kaaba à la Mecque.

Les Omeyyades sont issus de la tribu arabe de Quraych. Cette tribu tire son prestige et sa puissance du fait qu'elle est responsable de la protection et de la maintenance du sanctuaire de la Kaaba à la Mecque. En effet, l'Arabie préislamique est parsemée de sanctuaires, certains renfermant des bétyles, comme la Kaaba, et cette dernière est considérée par les Arabes, largement polythéistes à cette époque, comme leur sanctuaire le plus sacré. Vers la deuxième moitié du Ve siècle, ʿAbd Manāf ibn Quṣayy des Qurayš est chargé de la maintenance et de la protection de la Kaaba et de ses pèlerins. Cette responsabilité est héritée par ses fils ʿAbd Šams, Hāšim (à l'origine du clan des Banū Hāšim) et d'autres. ʾUmayyah, à l'origine du clan des Banū ʾUmayyah, ou Omeyyades, est le fils de ʿAbd Šams,. Il succède à son père en tant que commandant de la Mecque en temps de guerre. Ce poste est probablement plus une fonction occasionnelle de supervision des affaires militaires en temps de guerre plutôt qu'un commandement sur le champ de bataille. Quoi qu'il en soit, ceci s'avère instructif plus tard pour les Banū ʾUmayyah, qui acquièrent des compétences organisationnelles politiques et militaires importantes.
L'historien Giorgio Levi Della Vida suggère que les sources traditionnelles musulmanes à propos de ʾUmayyah, comme tous les anciens progéniteurs de tribus arabes, devraient être prises avec précaution, mais qu'« un trop grand scepticisme à l'égard de la tradition serait aussi mal avisé qu'une foi absolue dans ses déclarations ». Étant donné que les Banū ʾUmayyah apparaissant dans le début de l'Histoire musulmane au VIe siècle sont tout au plus des descendants de la troisième génération de ʾUmayyah, "il n'y a rien d'improbable à ce que ce dernier soit un personnage historique",.

### Débuts de l'islam
Vers 600, les routes commerciales développées par Qurayš s'étendent à travers toute l'Arabie et des caravanes sont organisées vers la Syrie au nord et le Yémen au sud. Les Banū ʾUmayyah et les Banū Maḫzūm, un autre clan puissant de Qurayš, contrôlent la majorité de ces routes et développent des alliances économiques et militaires avec les tribus arabes nomades qui contrôlent le désert d'Arabie, augmentant encore plus leur puissance politique. Lorsque Mahomet, qui est membre des Banū Hāšim, clan rival des Banū ʾUmayyah et moins puissant, commence à prêcher l'islam à la Mecque, il essuie une vive opposition de la part de la majorité de Qurayš,. Une exception notable parmi les Banū ʾUmayyah est ʿUṯmān ibn ʿAffān, un riche marchand, qui rejoint le Prophète de l'islam dès 611, ce qui en fait l'une des toutes premières personnes à se convertir à l'islam. Mahomet finit par trouver du soutien dans la ville de Yathrib, qui devient par la suite Médine, et y émigre en 622, marquant ainsi le début du calendrier de l'hégire.
Après la défaite de Qurayš à la bataille de Badr face aux musulmans en 624 et les lourdes pertes essuyées par les Banū Maḫzūm, ces derniers sont supplantés à la tête de Qurayš par les descendants de ʿAbd Šams, notamment les Banū ʾUmayyah. Le chef du clan des Banū ʾUmayyah, ʾAbū Sufyān ibn Ḥarb, prend alors la tête de l'armée mecquoise aux batailles de ʾUḥud et de la Tranchée. Il finit, tout comme ses fils, par se convertir à l'islam après la conquête de la Mecque par les musulmans. Afin de s'assurer la loyauté des Banū ʾUmayyah, le Prophète de l'islam leur offre des présents et des postes d'importance dans l'État naissant. Ainsi, ʿAttāb ibn ʾAsīd, un descendant de ʾUmayyah, devient le premier gouverneur de la Mecque. Médine devenant le centre politique de l'État, ʾAbū Sufyān et de nombreux Banū ʾUmayyah s'y installent afin de maintenir leur influence politique croissante.

### Califat bien guidé
Les chercheurs s'interrogent sur les premiers temps de l'islam. Période de structuration tant sociopolitique que religieuse, elle nous est connue par l'historiographie abbasside qui offre une vision nostalgique d'une Umma unifiée. « Ce passé primordial arabo-musulman se donne, en effet, à lire comme un récit composé a posteriori et visant à légitimer un pouvoir musulman confronté à ses propres divisions et à la splendeurs des empires passés ». Cette histoire est une construction des IXe et Xe siècles. Les récits des conquêtes (futuh) ont ainsi, été étudiés et ces ouvrages trahissent parfois des buts politiques propres au IXe siècle. Selon les traditions musulmanes, la période préalable au califat Ommeyades est composée de la succession de plusieurs califes surnommé "Bien guidés". Ce récit se lit comme un édifice narratif et pour el-Hibry comme une parabole. Il est donc nécessaire d'un point de vue historique de la déconstruire. On observe ainsi la construction d'une vulgate, d'un texte fondateur. Les recherches permettent d’attester qu’un fond historique existe. Umar et ʿUṯmān sont cités dans des graffiti mais ne porte ni le titre de khalîfa (calife), ni celui d’amîr al-mu’minîn (Commandeur des croyants) que la tradition lui attribue, ni aucune formule eulogique,,.

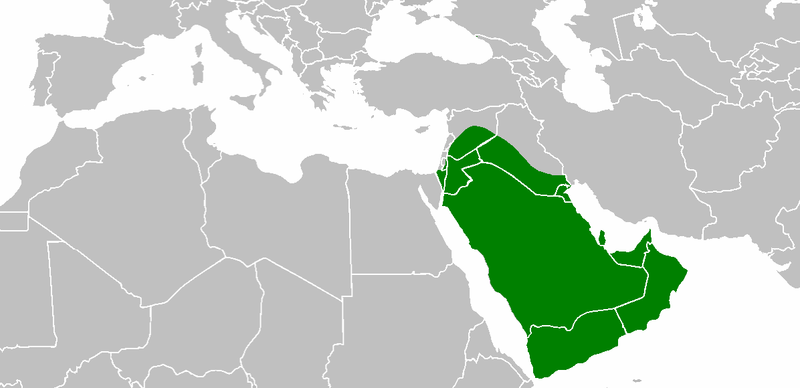
L'empire du califat d'Abou Bakr à son apogée, en 634.

Selon le récit traditionnel, après la mort du Prophète de l'islam en 632 surgit une crise de succession et de nombreuses tribus nomades font défection de Médine. ʾAbū Bakr aṣ-Ṣiddīq, un des tout premiers compagnons de Mahomet, est finalement élu calife, ayant la confiance aussi bien des premiers musulmans que des nouveaux convertis. Il accorde aux Banū ʾUmayyah un rôle important dans la conquête musulmane de la Syrie : il nomme d'abord Ḫālid ibn Saʿīd en tant que commandant de l'expédition, avant de le remplacer par quatre commandants, dont Yazīd, fils de ʾAbū Sufyān qui a des propriétés en Syrie et maintient un réseau commercial,.
Le successeur de ʾAbū Bakr, ʿUmar ibn al-Ḫaṭṭāb (634-644), même s'il diminue l'influence de l'élite de Qurayš en faveur des premiers sahaba sur les plans politique et militaire, n'affecte pas l'ancrage grandissant des fils de ʾAbū Sufyān en Syrie, qui était déjà en grande partie conquise en 638. Après la mort du gouverneur de Syrie ʾAbū ʿUbaydah ibn al-Ǧarrāḥ en 639, Yazīd est nommé à sa place (districts de Damas, de Palestine et du Jourdain). Il meurt peu après et ʿUmar nomme alors son frère Muʿāwiyah ibn ʾAbī Sufyān gouverneur de Syrie. Le traitement de faveur de ʿUmar envers les fils de ʾAbū Sufyān pourrait venir de son respect envers cette famille, leur alliance bourgeonnante avec les puissants Banū Kalb pour contrebalancer l'influence des tribus himyarites, déjà entrées dans le district de Homs pendant la conquête, ou simplement par manque de candidat convenable, la peste d'Emmaüs ayant déjà emporté de nombreux hommes, dont ʾAbū ʿUbaydah et Yazīd.
À la mort du deuxième calife bien guidé ʿUmar en 644, ʿUṯmān ibn ʿAffān lui succède. Il est élu face à ʿAlī ibn ʾAbī Ṭalib, qui est cousin de Mahomet, car il propose de concentrer le pouvoir de l'État parmi les Qurayš, alors que ʿAlī préfère le diffuser parmi toutes les factions musulmanes. Initialement, ʿUṯmān maintient les différents gouverneurs nommés par son prédécesseur à leur poste, mais, progressivement, commence à les remplacer par des Banū ʾUmayyah ou des membres du clan plus large des Banū ʿAbd Šams. Ainsi, Muʿāwiyah reste gouverneur de Syrie, al-Walīd ibn ʿUqbah et Saʿīd ibn al-ʿĀṣ (tous deux des Banū ʾUmayyah) sont nommés successivement à Koufa, qui héberge l'une des deux principales garnisons d'Irak et est un centre administratif important, et son cousin Marwān ibn al-Ḥakam devient son conseiller principal. Même s'il est un membre important du clan des Banū ʾUmayyah, ʿUṯmān n'est généralement pas considéré comme faisant partie de la dynastie omeyyade car élu par consensus parmi le cercle restreint des dirigeants musulmans ; d'ailleurs, il n'essaie jamais de nommer un membre de son clan à sa succession. Néanmoins, à la suite de sa politique, les Banū ʾUmayyah retrouvent la puissance qu'ils avaient perdue après la conquête de la Mecque : ʿUṯmān étend les frontières du califat à l'ouest en attaquant l'exarchat de Carthage en Afrique du nord, ainsi qu'à l'est avec la conquête de l'Anatolie, de l'Istakhr et de certaines zones du Khorassan ; son règne a cependant été marqué par de nombreuses manifestations et troubles qui débouchèrent sur un siège de 49 jours (en) à l'issue duquel ʿUṯmān fut assassiné en 656.

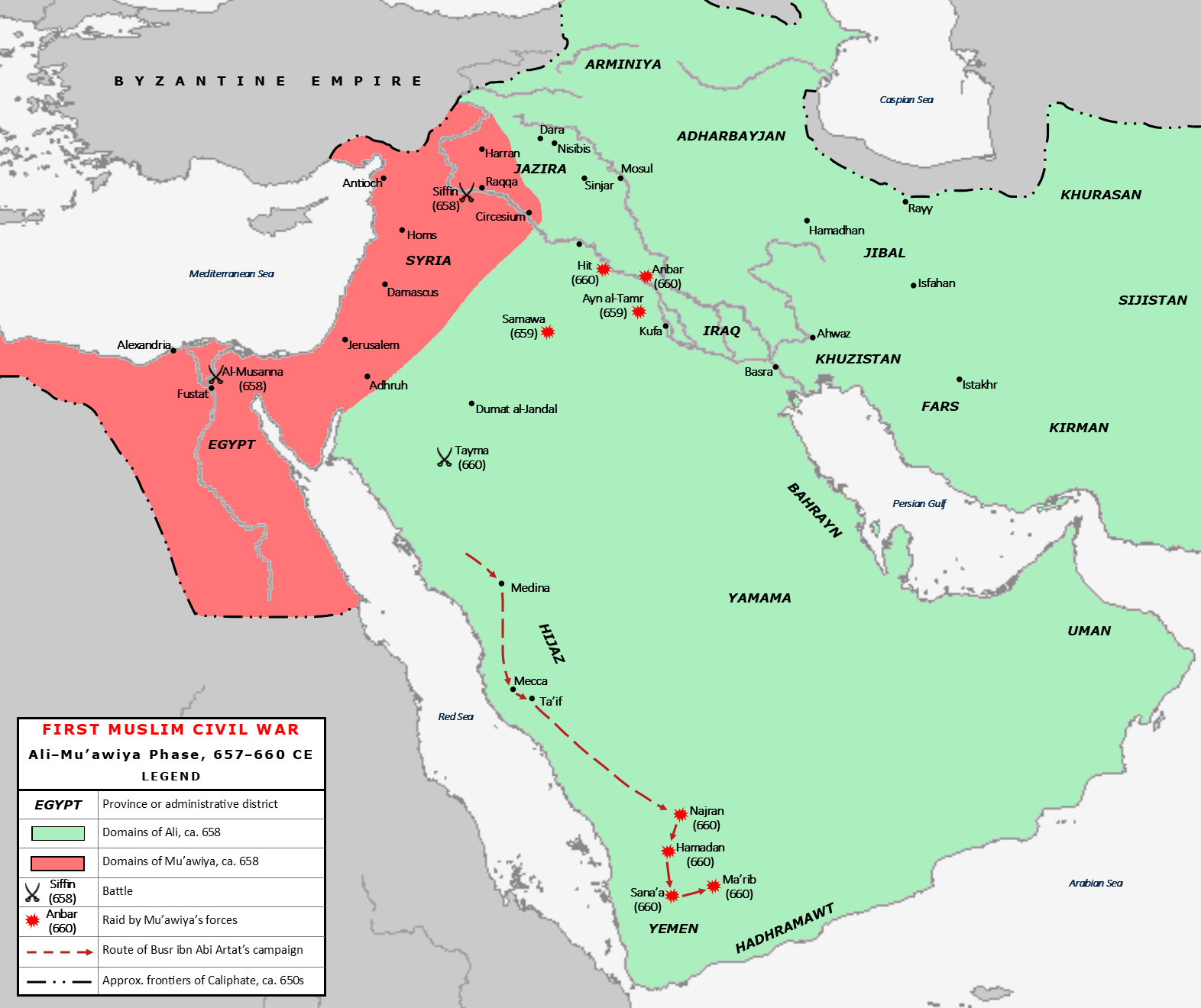
Territoires contrôlés par Ali (en vert, à l'est) et par Muʿawiya (en rouge, à l'ouest) au début de la Grande discorde.

Cet assassinat jette les prémices de la Grande discorde ou Première Fitnah. ʿAlī est élu pour lui succéder, mais une partie de l'élite de Qurayš s'oppose à cette succession, vu les circonstances de la mort de ʿUṯmān, sans tenir ʿAlī pour responsable de son assassinat pour autant. Cette opposition finit par cristalliser et polariser le conflit latent entre les Banū Hāšim et les Banū ʾUmayyah et dégénère en guerre civile. Après la défaite des opposants de ʿAlī à la bataille du Chameau, qui voit la mort de leurs principaux chefs Ṭalḥah ibn ʿUbayd Allāh et az-Zubayr ibn al-ʿAwwām, tous deux potentiels candidats au califat, Muʿāwiyah prend la tête de l'opposition. Initialement, il se garde de revendiquer le califat, préférant plutôt saper l'autorité de ʿAlī et consolider sa position en Syrie, le tout au nom de la vengeance de la mort de ʿUṯmān. ʿAlī et Muʿāwiyah, avec le gros de leurs partisans respectivement d'Irak et de Syrie, finissent par se rencontrer à la bataille de Ṣiffīn en 657. L'issue de la bataille est indécise et les deux partis décident de recourir à un arbitrage. Cet arbitrage finit par affaiblir l'autorité de ʿAlī sur ses partisans. Ceux qui sont contre l'arbitrage, arguant que ʿAlī est choisi par Dieu pour être calife et qu'il ne doit pas lui désobéir, se séparent de son camp et deviennent les kharidjites. Pendant que ʿAlī est embourbé dans sa lutte contre eux, Muʿāwiyah est acclamé par ses partisans en Syrie, dont le noyau dur, les tribus arabes syriennes, le reconnaît comme calife en 659 ou 660. ʿAlī est assassiné par un kharidjite en 661. Muʿāwiyah saisit alors l'opportunité pour marcher sur Koufa (que ʿAlī avait érigée auparavant comme capitale), contraint al-Ḥasan, fils de ʿAlī, à lui céder l'autorité califale et obtient la reconnaissance de la noblesse tribale arabe de la région. Désormais, Muʿāwiyah est largement accepté comme calife, marquant ainsi le début du Califat omeyyade, avec Damas comme capitale, bien que l'opposition des kharidjites et de quelques loyalistes de ʿAlī persiste à un degré moindre.

### Califat omeyyade
La réunification du monde musulman sous l'égide de Muʿāwiyah marque l'établissement de la dynastie omeyyade. L'historien Gerald R. Hawting fait remarquer que « les Omeyyades, principaux représentants de ceux qui s'étaient opposés au Prophète [Mahomet] jusqu'au dernier moment possible, avaient, en trente ans suivant sa mort, rétabli leur position à tel point qu'ils étaient désormais à la tête de la communauté qu'il avait fondée ».

#### Sofyanides

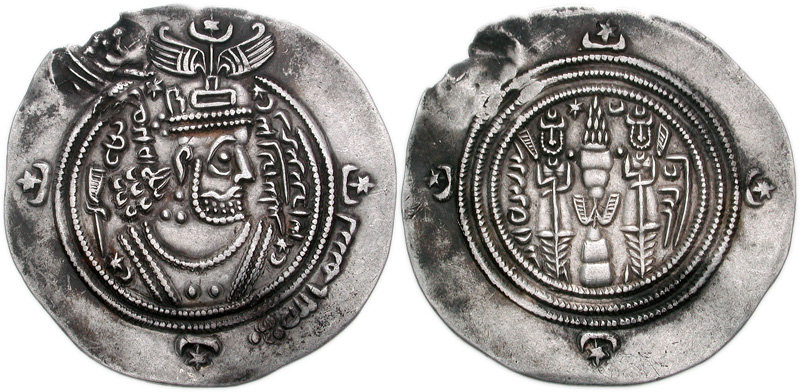
Dirahm figurant Muʿawiya Ier, frappé à Bassorah en 56 AH (675-676).

La période sofyanide ne possède pas une masse documentaire aussi fournie que celle de l'époque marwanide et pose des problèmes méthodologiques spécifiques. Ainsi, l'historiographie a souvent relégué Ibn al-Zubair à un simple rang de rebelles alors que plusieurs indices historiques (existence de monnaie frappée, par exemple) semblent suggérer qu'il fut, durant plusieurs années, considéré comme le calife légitime.
Le règne de Muʿāwiyah Ier, qui initie en 661 la dynastie des Sofyanides (descendants de ʾAbū Sufyān) est marqué par une stabilité politique et une rapide expansion territoriale. À sa mort en 680, son fils Yazīd Ier lui succède. Cette succession héréditaire n'est pas acceptée par de nombreux musulmans, notamment ʿAbd Allāh ibn az-Zubayr et al-Ḥusayn, second fils de ʿAlī. La Deuxième Fitnah éclate. Ibn az-Zubayr et al-Ḥusayn se dirigent de Médine vers La Mecque. Puis al-Ḥusayn continue vers Koufa pour rallier la population à sa cause, mais il est intercepté à Kerbala par une importante armée omeyyade qui le tue ainsi que sa famille et ses compagnons. Ibn az-Zubayr se proclame calife, soulève les deux villes saintes de la Mecque et Médine et étend l'opposition jusqu'à Bassorah, en Irak. Yazīd Ier arrête la révolte à Médine en 683 et meurt la même année. Son fils et successeur, Muʿāwiyah II, ne règne que quarante jours, et après son abdication en 684, Ibn az-Zubayr et Marwān ibn al-Ḥakam, descendant d'une autre branche omeyyade et ancien conseiller de ʿUṯmān ibn ʿAffān, se disputent le pouvoir. Marwān est proclamé calife à Damas, initiant la dynastie marwanide.

#### Marwanides

Contrôle territorial des différentes factions pendant la Deuxième Fitnah (les Omeyyades en rose).

Le califat d'Ibn az-Zubayr est reconnu par la plus grande partie du monde musulman. Marwan Ier, qui comptait initialement lui faire allégeance (ce dont il fut dissuadé par Ubayd Allah ben Ziyad et Husayn ibn Numayr al-Sakuni (en)), réussit néanmoins à lui reprendre la Syrie et l'Égypte, mais meurt après neuf mois de règne. Son fils Abd al-Malik lui succède en 685. La première partie de son règne est marquée par une révolte organisée par Moukhtar ath-Thaqafi à Koufa au nom de Muhammad ibn al-Hanafiya, un des fils d'Ali. Le 6 août 686, Ibrahim ibn al-Achtar (en) repousse un assaut (en) des Omeyyades sur l'Irak. Moukhtar ath-Thaqafi est cependant défait quelques mois plus tard par le demi-frère d'Ibn az-Zubayr. Ibrahim al-Achtar passe alors dans le camp zubayride et conserve le contrôle du nord de l'Irak, tandis que le demi-frère d'Ibn az-Zubayr conserve la Sawad. En 691, ils sont tous les deux défaits par Abd al-Malik à la bataille de Maskin. En 692, Abd al-Malik met fin au califat d'Ibn az-Zubayr après avoir envoyé son général Al-Hajjaj ibn Youssouf ath-Thaqafi faire le second siège de La Mecque (en). Abd al-Malik n'ayant momentanément plus de rival pour le titre de calife, on considère la Deuxième Fitna comme terminée. Dans la foulée, Abd al-Malik et ses conseillers introduisent une réforme monétaire capitale, la fondation du dinar or, qui tente d'unifier l'ensemble du Califat sous une même monnaie de référence.
Al-Walīd Ier devient calife à la mort de son père ʿAbd al-Malik en 705. Il poursuit les expansions territoriales initiées par ses prédécesseurs, ce que font également ses successeurs Sulaymān, ʿUmar II et Yazīd II. ʿUmar II tient une place particulière au sein de la dynastie, du fait de sa sagesse et de sa piété, étant parfois le seul à être reconnu calife par la tradition ultérieure.
Le dernier fils de ʿAbd al-Malik à devenir calife est Hišām, qui succède à Yazīd II en 724. Son assez long règne marque l'apogée militaire et territoriale du Califat omeyyade. Ses successeurs n'arrivent pas à endiguer le mouvement des Abbassides, notamment au Khorassan et en Irak, foyer de résistance aux Omeyyades. Les Abbassides, issus du clan des Banū Hāšim, finissent par prendre Koufa en 749, en font leur capitale et proclament calife leur chef ʾAbū al-ʿAbbās as-Saffāḥ. Le calife omeyyade Marwān II, petit-fils de Marwān Ier, à la tête de l'armée omeyyade, se dirige alors vers l'est pour arrêter les Abbassides. Les deux armées se rencontrent à la bataille du Grand Zab au début de 750 et les Omeyyades sont défaits. La même année, Damas est prise et Marwān II fuit en Égypte, où il est tué, marquant ainsi la fin du Califat omeyyade. Les Abbassides détruisent la plupart des tombeaux omeyyades, n'épargnant que celui de ʿUmar II, et presque tous les membres de la famille sont traqués et tués, mais le prince ʿAbd ar-Raḥmān ibn Muʿāwiyah, petit-fils de Hišām, réussit à s'enfuir, à gagner al-ʾAndalus via le Maghreb et à y établir un émirat à Cordoue en 756.

### Omeyyades de Cordoue

L’époque des taïfas : al-Andalus morcelé en 1037.

Les Omeyyades de Cordoue prospèrent pendant près de deux siècles et l'émir ʿAbd ar-Raḥmān III se proclame calife en 929, rejetant ainsi l'autorité spirituelle du Califat abbasside. Cet âge d'or est plutôt bref et une guerre civile finit par faire chuter la dynastie en 1031 et morceler al-ʾAndalus en une multitude de taïfas.

## Branches
Au début du VIIe siècle, les principaux groupes des Banū ʾUmayyah sont les ʾAʿyāṣ et les ʿAnābisah. Les premiers regroupent les descendants de ʾAbū al-ʿĀṣ, d'al-ʿĀṣ, d'al-ʿĪṣ, de ʾAbū al-ʿĪṣ et d'al-ʿUwayṣ, tous fils de ʾUmayyah ibn ʿAbd Šams et dont le nom partage la même racine, d'où ils tirent le nom du groupe. Les deuxièmes regroupent les descendants de Ḥarb, de ʾAbū Ḥarb, de Sufyān, de ʾAbū Sufyān, de ʿAnbasah et de ʿAmr, tous fils de ʾUmayyah, ainsi que de ʾAbū ʿAmr Ḏakwān, possible fils adoptif de ʾUmayyah. ʿAnābisah est la forme pluriel de ʿAnbasah, un nom commun dans ce deuxième groupe.
Deux des fils de ʾAbū al-ʿĀṣ, ʿAffān et al-Ḥakam, sont les pères de deux califes, respectivement ʿUṯmān et Marwān Ier. Ce dernier est à l'origine de la branche des Marwanides, qui dirige le Califat omeyyade entre 684 et 750, puis l'Émirat de Cordoue entre 756 et 929 et enfin le Califat de Cordoue entre 929 et 1031 (avec quelques courts intervalles à la fin du Califat de Cordoue, lorsque les Hammudites disputent le pouvoir aux Omeyyades). Hormis les rescapés vers al-ʾAndalus, la plupart des Marwanides sont exterminés dans la purge entreprise par les Abbassides en 750. Toutefois, certains parmi eux se réfugient et s'installent en Égypte et en Iran et l'un de leurs descendants, l'auteur ʾAbū al-Faraǧ al-ʾAṣfahāniyy (897-967), est connu pour son Livre des Chansons. ʿUṯmān est le troisième calife bien guidé (644-656) et laisse de nombreux descendants dont certains servent dans différents postes au sein du Califat omeyyade. La lignée de ʾAbū al-ʿĪṣ, via son fils ʾAsīd, donne plusieurs gouverneurs et militaires sous les ordres des califes bien guidés puis des califes omeyyades. Quant à al-ʿĀṣ, son fils Saʿīd devient gouverneur de Koufa sous ʿUṯmān.
Parmi le groupe des ʿAnābisah, les membres les plus connus sont la famille de Ṣaḫr, fils de Ḥarb et plus connu sous le nom de ʾAbū Sufyān. De sa lignée, les Soufyanides, est issu son fils Muʿāwiyah Ier, fondateur du Califat omeyyade en 661. Muʿāwiyah Ier engendre Yazīd Ier, deuxième calife omeyyade, qui est le père de Muʿāwiyah II, dernier calife de la branche soufyanide en 684. Les frères de Muʿāwiyah II, Ḫālid et ʿAbd Allāh, continuent cependant de jouer un rôle important, le premier étant souvent considéré comme étant le fondateur de l'alchimie dans le monde musulman. Le fils de ʿAbd Allāh, Ziyād, plus connu sous le nom de ʾAbū Muḥammad as-Sufyāniyy, mène une rébellion contre les Abbassides en 750 avant d'être tué. Les autres fils de ʾAbū Sufyān sont Yazīd, qui précède son frère Muʿāwiyah en tant que gouverneur de Syrie, ʿAmr, ʿAnbasah, Muḥammad et ʿUtbah. Seuls les deux derniers laissent une descendance. Une autre famille importante parmi les ʿAnābisah est celle de ʾAbū ʿAmr, via son fils ʾAbū Muʿayṭ. ʾUqbah, fils de ʾAbū Muʿayṭ, est capturé et exécuté pendant la bataille de Badr sur ordre de Mahomet pour son hostilité et sa grande virulence envers Mahomet. Al-Walīd, fils de ʿUqbah, devient gouverneur de Koufa sous ʿUṯmān pour une brève période. Les Banū ʾAbī Muʿayṭ s'installent principalement en Irak et en Djézireh.

## Arbre généalogique
- ʾUmayyah
  - (ʾAbū al-ʿĀṣ) ʿAmr
    - ʿAffān
      - ʿUṯmān

    - Al-Ḥakam
      - Marwān Ier
        - ʿAbd al-Malik
          - Al-Walīd Ier
            - Yazīd III le Réducteur
            - ʾIbrāhīm

          - Sulaymān
          - Yazīd II
            - Al-Walīd II

          - Hišām
            - Muʿāwiyah
              - Omeyyades de Cordoue

        - ʿAbd al-ʿAzīz
          - ʿUmar II

        - Muḥammad
          - Marwān II

  - Ḥarb
    - (ʾAbū Sufyān) Ṣaḫr
      - Muʿāwiyah Ier
        - Yazīd Ier
          - Muʿāwiyah II